# Olga Alexandrowna Strelzowa
Olga Alexandrowna Strelzowa (russisch Ольга Александровна Стрельцова; englische Transkription Olga Streltsova; * 25. Februar 1987 in Moskau) ist eine ehemalige russische Bahnradsportlerin.
2008 wurde Olga Strelzowa Dritte der UEC-Bahn-Europameisterschaften (U23) im Teamsprint, gemeinsam mit Julia Koschelewa. Im Jahr danach startete sie erstmals bei UCI-Bahn-Weltmeisterschaften. 2011 wurde sie dreifache russische Meisterin, im 500-Meter-Zeitfahren, im Sprint sowie im Teamsprint, gemeinsam mit  Anastassija Woinowa. Beim renommierten Moskauer Sprint-Turnier Memorial Alexander Lesnikow gewann sie den Keirin- sowie den Sprint-Wettbewerb, im Teamsprint belegte sie gemeinsam mit Tamara Balabolina Platz zwei.
2013 wurde Strelzowa erneut russische Meisterin im Teamsprint, dieses Mal gemeinsam mit Jelena Breschniwa, mit der sie im Oktober desselben Jahren auch den EM-Titel im Teamsprint errang.
Zweimal verbessert Olga Strelzowa Weltrekorde über 500 Meter bei fliegendem Start auf: Am 29. Mai 2011 mit 29,481 Sekunden sowie am 30. Mai 2014 mit 29,234 Sekunden.

## Palmarès
2008
- Bahn-Europameisterschaften (U23) – Teamsprint (mit Julia Koschelewa)

2011
- Russische Meisterin – Sprint
- Russische Meisterin – 500-Meter-Zeitfahren
- Russische Meisterin – Teamsprint (mit Anastassija Woinowa)

2013
- – Europameisterin – Teamsprint (mit Jelena Breschniwa)
- Russische Meisterin – Teamsprint (mit Jelena Breschniwa)